# Torre de Jaume I
La Torre de Jaume I és una estructura situada al final del moll de Barcelona, davant del World Trade Center Barcelona, que forma part del telefèric del Port de Barcelona. Juntament amb la torre de Sant Sebastià, està catalogada com a Bé Cultural d'Interès Local.

## Descripció
Amb 107 m d'alçada, té un fust piramidal i l'estructura està realitzada amb tres nivells d'estintolament. El primer, fins a mitja alçada, està format per allargades creus de Sant Andreu i, a partir d'aquí, creus més petites en reduir-se la secció amb l'alçada. L'escala és independent de l'estructura i puja adossada al nucli central. Presenta tres elements horitzontals: la galeria mirador, la passarel·la de pas de cabina que té un espai tancat i dos nivells de passarel·les. Aquest espai està coronat amb una teulada piramidal truncada i una estructura vista que completa la punta de la coberta. Disposa de tres plataformes horitzontals més, d'ús restringit amb funcions tècniques (l'accés al transbordador es fa per la torre de Sant Sebastià).
En l'aspecte tècnic, destaca la destresa en la utilització d'estructures lleugeres d'acer per aconseguir que la torre resisteixi les tensions requerides. Fou la més alta del món per on passava un telefèric fins al 1966. Actualment és la tercera, per darrere de les de Nova Orleans (EUA) i Kaprun (Àustria).

## Història
El transbordador aeri va ser inaugurat el 13 de setembre de 1931, i inicialment, al primer pis s'instal·là un restaurant. Durant la Guerra Civil Espanyola es va fer servir com a punt de guaita i es va instal·lar una bateria de metralladores.